# Alina Kalczyńska-Scheiwiller
Alina Kalczyńska-Scheiwiller (ur. 19 października 1936 w Mszanie Dolnej) – polska artystka graficzka o wszechstronnych zainteresowaniach; wśród nich zarówno grafika artystyczna (drzeworyt barwny, linoryt, serigrafia), jak i wydawnicza (projektowanie książek, w tym artystycznych, autorskich; ekslibris; plakat), a także rzeźba-witraż, akwarela, tkanina artystyczna. W 1980 r. zamieszkała we Włoszech, gdzie znana jest również jako propagatorka współczesnej sztuki i literatury polskiej, organizatorka wystaw grafiki i promocji książek.
Członkini Międzynarodowego Towarzystwa Bibliofilskiego z siedzibą w Paryżu oraz Stowarzyszenia Drzeworytników XYLON założonego w Zurychu (od 1972).

## Życiorys
Alina Kalczyńska (córka Mieczysława i Jadwigi z Chorzelskich) ukończyła Szkołę Podstawową w Rabce, Gimnazjum Ogólnokształcące w Rabce (1949), a następnie Liceum Sztuk Plastycznych w Krakowie (1953). W latach 1953–1959 studiowała na Wydziale Grafiki Akademii Sztuk Pięknych w Krakowie uzyskując dyplomy (z wyróżnieniem) w Katedrze Drzeworytu u prof. Ludwika Gardowskiego oraz Katedrze Grafiki Książki u prof. Witolda Chomicza.
W latach 1959–1980 współpracowała z Polskim Wydawnictwem Muzycznym, wydawnictwem Znak oraz Polskimi Nagraniami. W 1966 r. odbyła podróż po Europie, m.in. do Włoch, gdzie zaprezentowała dorobek artystyczny w pracowni Aldo Galli w Como. W roku 1968 ukazała się pierwsza monograficzna książka na temat jej ekslibrisów, tekst do niej napisał Gianni Mantero. Uzyskanie stypendiów artystycznych pozwoliło Kalczyńskiej na dłuższe pobyty we Włoszech (1969 i 1979).

### Współpraca z wydawnictwami Scheiwillera
Zainteresowania bibliofilskie, wyniesione ze studiów, towarzyszyły artystce od początku, a małżeństwo z krytykiem sztuki i właścicielem wydawnictw publikujących książki bibliofilskie (małe edycje bibliofilskie, ambitne monografie artystyczne) pozwoliło je rozwinąć. W 1980 r. Kalczyńska poślubiła Vanniego Scheiwillera (1934-1999) i przeniosła się do Mediolanu. Wtedy też, kontynuując własną twórczość, rozpoczęła współpracę z dwoma należącymi do męża wydawnictwami: All’Insegna del Pesce d’Oro (zajmowała się działem książki bibliofilskiej) oraz Libri Scheiwiller (dla którego opracowywała nową szatę graficzną książek).

### Fascynacja światłem, ład kompozycji
Pierwsze prace, po ukończeniu ASP, tworzyła w technice drzeworytu. Były to abstrakcyjne kompozycje zdominowane przez formy geometryczne, niekiedy zawierały fragmenty architektury. Już wówczas widoczna w nich była "fascynacja światłem oraz potrzeba zachowania w kompozycji ładu i ciszy". Cechy te stale rozwijała w późniejszej twórczości, nieustannie sięgając po nowe środki artystycznego wyrazu. Odchodząc od przewagi czerni w pierwszych pracach stopniowo zaczęła używać koloru. Poprzez to jej prace "stawały się bardziej świetliste, transparentne uzyskując ekspresyjny, ale i metafizyczny wymiar".
W latach 70. sięgnęła po kolejny element "delikatne sugestie ruchu oraz formy emitujące łagodne, miękkie światło poprzez nałożenie kilku przezroczystych warstw papieru". Innym sposobem ukazania światła było "sugerowanie prześwitów, szczelin, z których wydobywa się delikatny blask przechodzący niekiedy w kolory tęczy".
Z czasem światło stało się głównym tematem prac. Poszukiwania te kontynuowała w realizacjach witrażowych. W latach 80. zastosowała bowiem nowy materiał – szkło: "Witraż jest najbliższy mojej potrzebie formalnej twórczości, a równocześnie jest to jakby malowanie światłem i gdy ja skończę pracę, zaczyna swoją pracę światło, poddając witraż nieustannej metamorfozie". Duże tafle i bloki szkła różnej grubości i koloru łączyła w nietradycyjny sposób, tworzyły one trójwymiarowe kolaże, płaskorzeźby. Stanowiły samodzielne realizacje, nie były elementem mającym służyć jako ozdoba architektury czy wnętrz.
Doświadczenia związane z przedstawianiem światła Kalczyńska wykorzystała nie tylko przy konstruowaniu witraży i malowaniu akwarel, ale także projektując książki-obiekty.

### Książka artystyczna
Książka artystyczna to istotna część twórczości Kalczyńskiej. Drzeworyty, linoryty i inne prace artystki stanowiły ilustracje bibliofilskich egzemplarzy poezji autorów polskich, włoskich i zagranicznych wydawanych przez oficyny wydawnicze Scheiweillera. Tworzyła również autorskie publikacje o unikatowej estetyce, w których rozwijała własną wizję i niezależność twórczą.
Można wyodrębnić trzy rodzaje charakterystycznych dla niej prac:
- książki artystyczne z układem typograficznym zaprojektowanym przez artystkę i wydrukowanym w drukarni, którym zawsze towarzyszy oryginalne dzieło (m.in. linoryt, kolaż, akwarela), np. Trittico Szymborskiej;
- książki autorskie – zaprojektowane i wykonane przez artystkę, często nie zawierają tekstu, tylko wyobrażenia malarskie, przestrzenne, np. Apulia I, Salento;
- książki z oryginalnym rękopisem autorów polskich lub włoskich – ich ideą jest chęć ochrony rękopisu i nadania mu godnej oprawy graficznej (rękopisy Zbigniewa Herberta, Gustawa Herlinga Grudzińskiego). Część tych dzieł powstała w letniej pracowni artystki w Otranto[4].

Twórczość Kalczyńskiej prezentowano na licznych międzynarodowych wystawach grafiki, m.in. w Krakowie, Florencji, Biella, Capri, Lublanie, Genewie, Heidelbergu, Bradford, Winterthur i Fredrikstad. W ciągu jej kariery artystycznej jej prace były pokazywane także na ponad czterdziestu wystawach indywidualnych m.in. we Włoszech, Holandii, Polsce i Szwajcarii.

### Promotorka polskiej sztuki
Znana jest również wielostronna działalność artystki na polu upowszechniania kultury polskiej we Włoszech i na świecie. Do śmierci męża Vanniego Scheiwillera aktywność tę podejmowała w ścisłej z nim współpracy. Polska sztuka i literatura, zwłaszcza poezja, na stałe weszły do programu oficyn należących do Scheiwillera, a niektóre utwory zostały przez nie opublikowane we Włoszech po raz pierwszy (m.in. opowiadania Sławomira Mrożka, Gustawa Herlinga-Grudzińskiego). Rysunki i grafiki Kalczyńskiej znalazły się w artystycznych wydaniach poezji m.in. Zbigniewa Herberta, Czesława Miłosza, Wisławy Szymborskiej, Julii Hartwig. Oficyny Scheiwillera wydały również serię monografii poświęconych twórczości polskich grafików (m.in. Jerzego Panka, Katarzyny Kobro, Antoniego Sterczewskiego, Jana Grabowskiego, Tadeusza Kantora, Brunona Schulza). Drukowano także inne polonika, katalogi itp.
Ponadto z inicjatywy Scheiwillerów od 1981 r. we Włoszech organizowane były liczne wystawy grafiki czołowych artystów polskich pochodzącej w dużej części z ich prywatnej kolekcji, odbywały się m.in. w Mediolanie, Krakowie, Oderzo, Piacenzy i Rzymie, prezentowano także wystawy bibliograficzne oficyn Scheiwillera w Krakowie, Warszawie, Łodzi, Asconie, Rzymie i Nowym Jorku.

### Kontakty z Polską
Mimo emigracji Alina Kalczyńska-Scheiwiller utrzymywała żywe kontakty z Polską i środowiskiem artystycznym w kraju: organizując wystawy indywidualne w galeriach i muzeach (m.in. Muzeum im. Przypkowskich w Jędrzejowie, Muzeum Narodowe we Wrocławiu), wystaw grafiki polskiej, w dużej mierze pochodzących z kolekcji własnej małżeństwa (Muzeum Narodowe w Krakowie), opieka kuratorska nad wystawami książek włoskich w Polsce (Biblioteka Jagiellońska w Krakowie, Muzeum Historii Miasta Łodzi, Biblioteka Narodowa w Warszawie).
Po śmierci męża rozpoczęła porządkowanie historycznego archiwum wydawnictw ojca Giovanniego i Vanniego Scheiwillerów All’Insegna del Pesce d’Oro, które zawiera liczne świadectwa i dokumenty z zakresu sztuki i literatury włoskiej oraz artystów i pisarzy zagranicznych XX w. W tymże wydawnictwie kontynuowała prowadzenie działu książki artystycznej.

## Odznaczenia i nagrody
Laureatka nagród w dziedzinie grafiki, m.in.:
- (1970) nagroda specjalna III Międzynarodowego Biennale Grafiki w Krakowie,
- (1973) I nagroda w Międzynarodowym Konkursie Ex libris w Perugii,
- (1997) nagroda wojewody krakowskiego przyznana przez prof. Jacka Majchrowskiego,
- (1998) nagroda Polskiego Towarzystwa Wydawców Książek w Warszawie za szatę graficzną bibliofilskiego wydania poezji Trittico Szymborskiej,
- (2004) nagroda im. Witolda Wojtkiewicza (przyznawana przez Krakowski Związek Polskich Artystów Plastyków za najlepszą wystawę malarstwa, grafiki lub rysunku). Za zaangażowanie w wymianę kulturalną między Włochami a Polską Alinę i Vanniego Scheiwillerów uhonorowano nagrodą Stowarzyszenia Kultury Europejskiej (Société Européen de Culture) (1994), natomiast Kalczyńska indywidualnie otrzymała dyplom uznania Ministerstwa Spraw Zagranicznych RP za wybitne zasługi dla kultury polskiej (1997), a także włoską nagrodę Premio Speciale Polonia – za zacieśnianie więzów kulturalnych między Włochami a Polską (2000).

Za całokształt działań odznaczona została złotym medalem Zasłużony Kulturze – Gloria Artis (2007).